# Matsutake
Matsutake (japonès: 松茸/マツタケ, matsu (pins) i take (bolet)) (Tricholoma matsutake) és una espècie de bolet agarical de la família de les tricolomatàcies (Tricholomataceae). És una espècie micorrízica comestible molt buscada que creix a l'est d'Àsia, Europa i Amèrica del Nord. És apreciat a la cuina japonesa per la seva olor aromàtica i picant a espècies. És un ingredient de luxe al Japó. És un bolet pudent i a Europa l'olor del matsutake es descriu com "olor de mitjons".

## Hàbitat i distribució
Els bolets matsutake creixen a l'est asiàtic, el sud-est asiàtic (Bhutan i Laos), parts d'Europa com Estònia, Finlàndia, Noruega, Polònia, Suècia i al llarg de les costes del Pacífic del Canadà i els Estats Units.
Els bolets matsutake creixen sota els arbres i solen estar amagats sota la brossa del sòl del bosc, formant una relació simbiòtica amb les arrels de diverses espècies d'arbres. A Corea i al Japó, els bolets matsutake s'associen amb més freqüència amb Pinus densiflora.

## Espècies similars
Al nord-oest del Pacífic nord-americà, Tricholoma murrillianum es troba als boscos de coníferes d'una o més de les espècies d'arbres següents: avet Douglas, avet noble, avet vermell Shasta, pi Sugar, pi ponderosa o pi Lodgepole. A Califòrnia i parts d'Oregon.

## Cost i disponibilitat
Els matsutakes són difícils de trobar a causa dels seus requisits de creixement específics, la raresa del bosc i el terreny adequats i la competència d'animals salvatges com ara esquirols, conills i cérvols per a la collita anual de bolets.
La producció domèstica de matsutake al Japó també s'ha reduït dràsticament durant els darrers 50 anys a causa del nematode que mata els pins Bursaphelenchus xylophilus, i la collita anual de matsutake al Japó és ara de menys de 1.000 tones, amb el subministrament de bolets japonesos principalment format per importacions de la Xina, Corea, el nord-oest del Pacífic, la Colúmbia Britànica i el nord d'Europa. El matsutake japonès al començament de la temporada, que és el màxim, pot augmentar a 2.000 dòlars el quilogram. En contrast, el matsutake importat pot rondar als 90 dòlars el quilogram.